# کاهش موزینگو
کاهش موزینگو(به انگلیسی: Mozingo reduction)، که با نام‌های واکنش موزینگو و کاهش تیوکتال نیز شناخته می‌شود، یک واکنش شیمیایی است که قادر به کاهش کامل کتون یا آلدئید به آلکان متناظر است. طرح کلی این واکنش به شرح زیر است:
کتون یا آلدهید با تبدیل شدن به دی‌تیواستال، در اثر واکنش با یک دی‌تیول (جانشینی هسته‌دوستی)، فعال می‌شود. سپس ساختار دی‌تیواستال با استفاده از نیکل رینی، هیدروژن‌کافت می‌شود. نیکل رینی به صورت غیرقابل برگشت به نیکل سولفید تبدیل می‌شود. این روش نسبت به کاهش کلمنسن یا کاهش ولف–کیشنر، که شرایط شدیداً اسیدی یا بازی دارند و ممکن است با سایر گروه‌های عاملی تداخل داشته باشند، ملایم‌تر است.